# 玄海町 (福岡県)
玄海町（げんかいまち）とは、福岡県宗像郡に存在した町のことである。響灘と玄界灘の分岐地点で、古代は交通の難所であった。海や山など自然が多く、更に歴史深い神社や仏閣が多いため、観光客で賑わう。2003年4月1日、宗像市と新設合併して「宗像市」となったため自治体としての玄海町は消滅した。以下、消滅前日までの情勢を記す。

## 歴史
- 1955年（昭和30年）4月1日 - 宗像郡神湊町、田島村、池野村、岬村が合併し、玄海町が発足。
- 2003年（平成15年）4月1日 - 宗像市と合併し、宗像市を新設して消滅。

## 教育

### 中学校
- 玄海町立玄海中学校

### 小学校
- 玄海町立玄海小学校
- 玄海町立玄海東小学校
- 玄海町立地島小学校

### その他
- 福岡県立少年自然の家「玄海の家」

## 離島
- 地島

## 観光名所
- 宗像大社
- 織幡神社
- 鎮国寺
- 孔大寺山
- 金山
- さつき松原